# Lamadrid (Valdáliga)
Lamadrid es una localidad española del municipio de Valdáliga, perteneciente a la comunidad autónoma de Cantabria. 

## Geografía
La localidad se encuentra situada a 115 m s. n. m. y a 6,5 kilómetros de distancia de la capital municipal, Roiz.

## Historia
Hacia mediados del siglo XIX, el lugar, ya por entonces perteneciente a Valdáliga, tenía contabilizada una población de 400 habitantes. Aparece descrito en el décimo volumen del Diccionario geográfico-estadístico-histórico de España y sus posesiones de Ultramar de Pascual Madoz con las siguientes palabras:

LAMADRID: ald. en la prov. y dióc. de Santander (10 leg.), part. jud. de San Vicente de la Barquera, (1), aud. terr. y c. g. de Burgos (34), ayunt. de Valdaliga, cuyas reuniones son en Treceño (1 1/2): sit. en la costa del mar al S. de San Vicente; su clima es muy templado y sano; en el invierno reinan con especialidad los vientos del N. y O.; en primavera y verano los del E., y en el otoño los del S.; sus enfermedades comunes son las fiebres catarrales, dolores de costado, y algunas anginas y escarlatas. Tiene 70 casas distribuidas en los barrios de Lubia, San Salvador, la Cantera, la Hoya, las Arenas, Radillo, Arguedes, la Peñia, la Cotera y Asejo; escuela de primeras letras dotada con 728 rs. de una obra pia, á que añade el pueblo alguna retribucion, frecuentada por 26 niños; igl. parr. (San Martin Obispo) servida por un cura de ascenso y presentacion del diocesano en patrimoniales; 3 ermitas del concejo en estado ruinoso, dedicadas á San Juan Bautista, San Roman y Sta. Marina, y una de propiedad particular con el título de la Purísima Concepcion. Hay buenas aguas potables. Confina N. la Rebilla; E. el Tejo; S. Roiz, y O. Labarces. El terreno es de mediana calidad; le fertilizan algun tanto las aguas de los arroyos que se forman del sobrante de las fuentes. Hay un monte bastante poblado. Los caminos son locales: recibe la correspondencia de Comillas los lunes, jueves y sábados, y sale los domingos, martes y viernes. prod.: maiz, alubias, patatas y castañas; cria ganado vacuno, lanar, de cerda y cabrío; se prefiere el de cerda y vacuno, á pesar de su mucho coste, pues por la falta de pastos hay que llevarle á los puertos de Campo y Pernia con el considerable gasto de 22 y 30 rs. cada res; y caza de liebres, zorras, lobos, jabalíes y sordas. ind.: algun molino harinero de poca monta. pobl.: 78 vec., 400 alm. contr. con el ayunt.
(Madoz, 1847, p. 49)

## Geografía humana

### Organización territorial
La entidad singular de población está conformada por los siguientes núcleos de población:
- Las Arenas
- Arguedes
- La Cantera
- La Cotera
- La Hoya
- Losvía
- La Peñía
- Radillo
- San Salvador
- Sejo de Abajo
- La Venta

### Demografía
En 2023, la entidad singular de población de Lamadrid tenía empadronados 371 habitantes.

## Patrimonio
En la localidad se alza el palacio y capilla de Losvia del siglo XVIII. Hay también una iglesia de San Martín.